# 昂斯洛 (愛荷華州)
昂斯洛（英語：Onslow）是一個位於美國愛荷華州瓊斯縣的城市。

## 地理
昂斯洛的座標為42°06′20″N 91°00′55″W / 42.10556°N 91.01528°W，而該地的平均海拔高度為280米（即919英尺）。

## 人口
根據2010年美國人口普查的數據，昂斯洛的面積為0.60平方千米，當中陸地面積為0.60平方千米，而水域面積為0.00平方千米。當地共有人口197人，而人口密度為每平方千米328人。